# Stephen G. Burbridge
Stephen Gano Burbridge (né le 19 août 1831 à Georgetown (Kentucky) et mort le 2 décembre 1894 à Brooklyn), était un général américain de l'Armée de l'Union.

## Avant la guerre
Stephen G. Burbrudge est originaire du comté de Scott au Kentucky. Il effectue sa scolarité au Georgetown College et à l'institut militaire du Kentucky.